# Raosentis podderi
Raosentis podderi är en hakmaskart som beskrevs av T.K. Datta 1947. Raosentis podderi ingår i släktet Raosentis och familjen Quadrigyridae. Inga underarter finns listade i Catalogue of Life.